# Severin Frei
Severin Frei (* 27. Juni 1981 in Wattwil, Schweiz) ist Schweizer Filmemacher und Rapper.

## Leben und Karriere
Severin Frei wuchs als jüngstes von elf Geschwistern im toggenburgischen Wattwil auf. Mit 14 Jahren besuchte er ein Jahr die Deutsche Schule in Quito, Ecuador, wo seine Mutter ein Jahr zuvor in Hilfswerken tätig wurde, danach war er weiterhin häufig in Südamerika unterwegs. 1998 begann er einerseits eine Lehre als Drogist, was er heute noch zeitweise ausübt, und begann zudem mit Rappen unter dem Künstlernamen El Siete. Zurück in Südamerika drehte er 2009 mit seinem Bruder Jonas und einem Kollegen Thomas Rickenmann seinen ersten Dokumentarfilm Panamericana, der Einsicht in das Leben vieler Einzelschicksale gibt, die an der längsten Strasse der Welt, der Panamericana, leben.
Anfang 2012 gründete er im Hinblick auf weitere Filmproduktionen seine erste Firma SieteMOVE GmbH.
Im Jahre 2012 drehte er alleine seinen zweiten Dokumentarfilm Schweizer Geist. Der Film gibt verschiedenste Eindrücke und Sichtweisen rund um die Schweiz wieder. Der Film wurde 2013 in den Schweizer Kinos aufgeführt.
Im Jahre 2014 drehte er seinen dritten Dokumentarfilm Pura Vida – Quer durch Ecuador. Er war wiederum für Produktion, Regie und Kamera zuständig. Zusätzlich war ein Freund (Marco Stocker) auf dem Set dabei, welcher sowohl als Kameramann wie auch als Spezialist für Timelapses und Hyperlapses fungierte. Pura Vida feierte im September 2015 in den Schweizer Kinos Premiere.

## Filmografie
- 2010: Panamericana – Das Leben an der längsten Strasse der Welt
- 2013: Schweizer Geist
- 2015: Pura Vida – Quer durch Ecuador